# Evarist Pinto
Evarist Pinto (Goa, Índia, 31 de dezembro de 1933) é Arcebispo Emérito de Karachi.
Evarist Pinto recebeu sua formação filosófica e teológica no seminário de Karachi. Recebeu o sacramento da Ordem em 6 de janeiro de 1968 e depois recebeu seu doutorado em estudos bíblicos pela Pontifícia Universidade Urbaniana. Ele obteve um mestrado em Sagradas Escrituras pelo Instituto Bíblico Romano.
O Papa João Paulo II o nomeou bispo titular de Castra Severiana em 2000 e o nomeou bispo auxiliar em Karachi. O arcebispo de Karachi, Simeon Anthony Pereira, doou-lhe a consagração episcopal em 25 de abril de 2000; Os co-consagradores foram Max John Rodrigues, Bispo de Hyderabad no Paquistão, e Andrew Francis, Bispo de Multan.
Após a morte de Simeon Anthony Pereira em 2002, foi nomeado administrador; Em 2004 foi nomeado Arcebispo de Karachi por João Paulo II. Em 25 de janeiro de 2012, o Papa Bento XVI aceitou seu pedido de demissão de Evarist Pinto por motivos de idade.
Ele esteve envolvido no Fórum Social Mundial de 2006 em Karachi.